# Sminthopsis granulipes
Sminthopsis granulipes — вид родини сумчастих хижаків. Зустрічається в середовищі чагарникової рослинності на піщаних рівнинах, а також на піщаних або гравійних субстратах і прибережних вапняках на південному заході Західної Австралії. Вага: 18-37 гр. Етимологія: лат. granum —«гранула», лат. pes —«стопа».

## Загрози та охорона
Здається, немає серйозних загроз для цього виду. Велика частина його попереднього ареалу була очищена для сільського господарства. Збільшення частоти пожеж на пісках в поєднанні з фрагментацією середовища проживання залишатимуться як і раніше проблемою для цього виду. Зареєстрований у кількох природоохоронних областях.